# Taira no Munemori

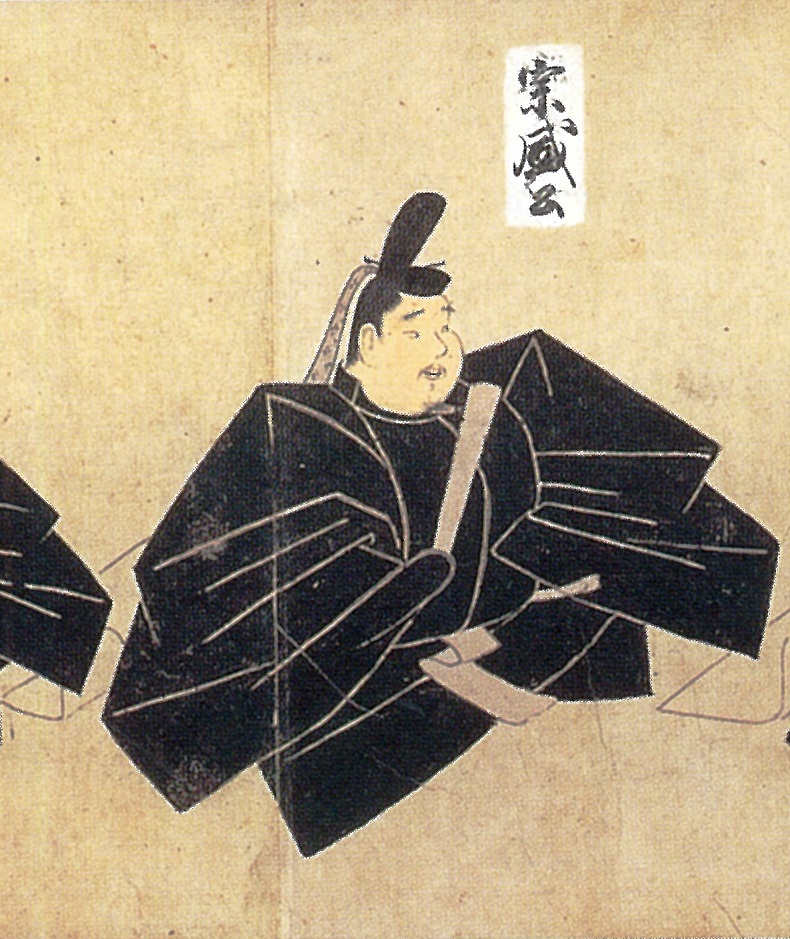
Taira no Munemori

Taira no Munemori (japanisch 平 宗盛; geboren 1147; gestorben 19. Juni 1185 in der Provinz Ōmi) war ein japanischer Militärkommandant in der späten Heian-Zeit.

## Leben und Wirken
Taira no Munemori wurde als dritte Sohn von Taira no Kiyomori und seiner Frau Tokiko (時子) geboren. Als seine jüngere Schwester Tokuko (徳子), die dieselbe Mutter hatte, die zweite Gemahlin von Kaiser Takakura wurde, wurde er 1167 zum Hofadligen (公卿, Kugyō) befördert. 1177 wurde er neben Taira no Shigemori als Leiter des Amtes für die kaiserliche Leibgarde zur Linken (左大将) Leiter zur Rechten (右大将) und prahlte vor der Welt mit dem Wohlstand des Taira-Klans. Nach Kiyomoris Tod 1181 wurde er Familienoberhaupt und übernahm die Führung im Taira-Minamoto-Krieg, die 1180 mit der Schlacht von Uji begonnen hatte. 1183 sah er sich gezwungen, auf Druck von Minamoto no Yoshinaka Kyōto aufzugeben.
Munemori floh in die westlichen Provinzen, wobei sie ihren Verwandten, den Kaiser Antoku, der sich noch im Kindesalter befand, mitnahmen. Er gründete eine Niederlassung in Yashima (屋島) in der Provinz Sanuki. Die Minamoto rückten nach, es kam 1184 zur Schlacht von Ichi-no-Tani, in der Munemori von Minamoto no Yoshitsune besiegt wurde. Als Yoshitsune die Taira dann 1185 auch in der Seeschlacht von Dan-no-ura besiegte, stürzte sich Munemori ins Meer. Antoku ertrank.
Munemori wurde gerettet, gefangen genommen und später in der Provinz Ōmi von Tachibana no Kiminaga (橘 公長) hingerichtet. Da auch seine Söhne hingerichtet wurden, starb die Taira-Linie aus.